# 28e régiment d'infanterie (France)
Le 28e régiment d'infanterie (28e RI) est un régiment d'infanterie de l'Armée de terre française créé sous la Révolution à partir du régiment de Maine, un régiment français d'Ancien Régime.

## Création et différentes dénominations
- 13 novembre 1616 : Création du régiment de Villeroy levé en vertu d'un brevet[1] délivrée par Louis XIII.
- août 1631 : Le régiment est cédé au chevalier d'Alincourt et prend le nom de régiment d'Alincourt.
- 15 septembre 1635 : Le régiment d'Alincourt obtient le drapeau blanc[2] et prend le nom de régiment de Lyonnais.
- 1776 : Le régiment de Lyonnais est dédoublé à Calais. Les 1er et 3e bataillons conservent le titre, les drapeaux et le costume du régiment de Lyonnais. 
Les 2eet 4e bataillons du régiment forment le régiment de Maine Ce nouveau régiment a les parements et les revers roses, le collet bleu de roi.
- 1er janvier 1791 : À la Révolution, tous les régiments prennent un nom composé du nom de leur arme avec un numéro d’ordre donné selon leur ancienneté. Le régiment de Maine devient le 28e régiment d'infanterie de ligne (ci-devant Maine).
- 1794 : Amalgamé il prend le nom de 28e demi-brigade de première formation
- 1796 : Reformé en tant que 28e demi-brigade de deuxième formation
- 24 septembre 1803 : Renommé 28e régiment d'infanterie de ligne
- 1814 : pendant la Première Restauration et les Cent-Jours, le régiment garde son numéro
- 16 juillet 1815 : comme l'ensemble de l'armée napoléonienne, il est licencié à la Seconde Restauration
- 11 août 1815 : création de la légion du Nord
- 1820 : la 58e légion du Nord est amalgamée et renommée 28e régiment d'infanterie de ligne.
- 1887 : Devient 28e régiment d'infanterie.
- 1914 : À la mobilisation, il met sur pied son régiment de réserve le 228e régiment d'infanterie
- 1920 : dissous
- 1939 : nouvelle formation comme 28e régiment d'infanterie de forteresse.
- 1940 : dissous

## Colonels/Chef de brigade
- 1791 : colonel François-Charles Le Prestre de Themericourt de Jaucourt
- 1793 : colonel Claude D'Heran
- 1794 : chef-de-brigade François Mabille
- 1795 : chef-de-brigade Jean Marguerie
- 1796 : chef-de-brigade Armand Jean Bergeron (*)
- 1797 : chef-de-brigade Jean-François Desaulnois
- 1797 : chef-de-brigade Jean-Isaïe Ribeyre
- 1797 : chef-de-brigade Jean-Marie Valhubert
- 1803 : colonel Jean-François Clerc
- 1804 : colonel Jean-Georges Edighoffen
- 1806 : colonel Jean-François Toussaint
- 1813 : colonel Marie-Joseph-André-Augustin de Capriol de Saint-Hilaire
- 1815 : colonel Marc-Antoine-Alexandre de Limozin de Saint-Michel
- 1815 : George de la Béraudière
- 1826 : César-Louis Mounier
- 1834 : Michel-Émile Escande
- 1847 : Louis d'Aurelle de Paladines
- 1850 : Charles-Simon de Serre
- 1853 : Alfred-Adrien Sencier
- 1855 : Marie-Hippolyte de Lartigue
- 1860 : Louis-Joseph Ferdinand Lamothe
- 1870 : Jules-Théophile Le Mains
- 1871 : Eugène Jamais
- 1881 : Auguste-Jacques Gervais
- 1884 : Lucien Obry
- 1898 : colonel Désiré Villa[3]
- 1912 : colonel André Allier.
- 2 - 4 septembre 1914 : commandant Denvignes.
- 4 - 14 septembre 1914 : capitaine Gaston Potin.
- 10 septembre - 19 novembre 1914 : lieutenant-colonel Ernest Capitant.
- 19 - 25 novembre 1914 : commandant Maurice Henneton.
- 25 novembre 1914 - 26 mai 1915 : lieutenant-colonel Ernest Capitant.
- 27 mai 1915 - 7 août 1917 : lieutenant-colonel Louis Roller.
- 7 août 1917 - 11 novembre 1918 : lieutenant-colonel Jean de Gouvello.

## Historique des garnisons, combats et batailles du28eRI

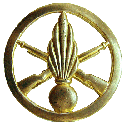
insigne de béret d'infanterie

### Ancien Régime
- 1778-1783 : Guerre d'indépendance des États-Unis

### Guerres de la Révolution et de l'Empire

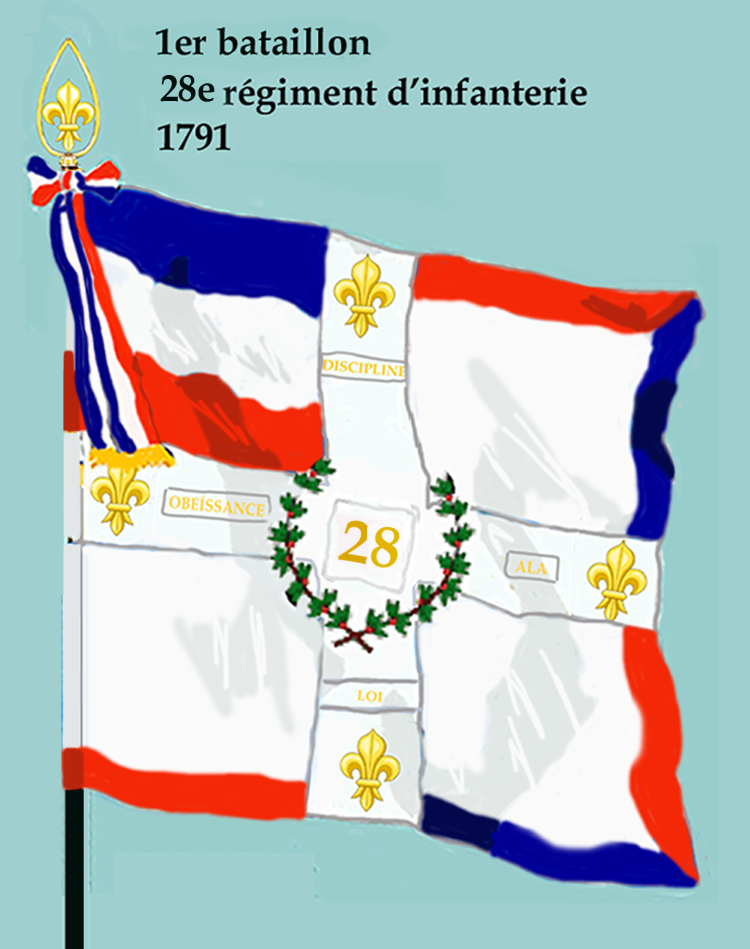
Drapeau du 1er bataillon du 28e régiment d'infanterie de ligne de 1791 à 1793
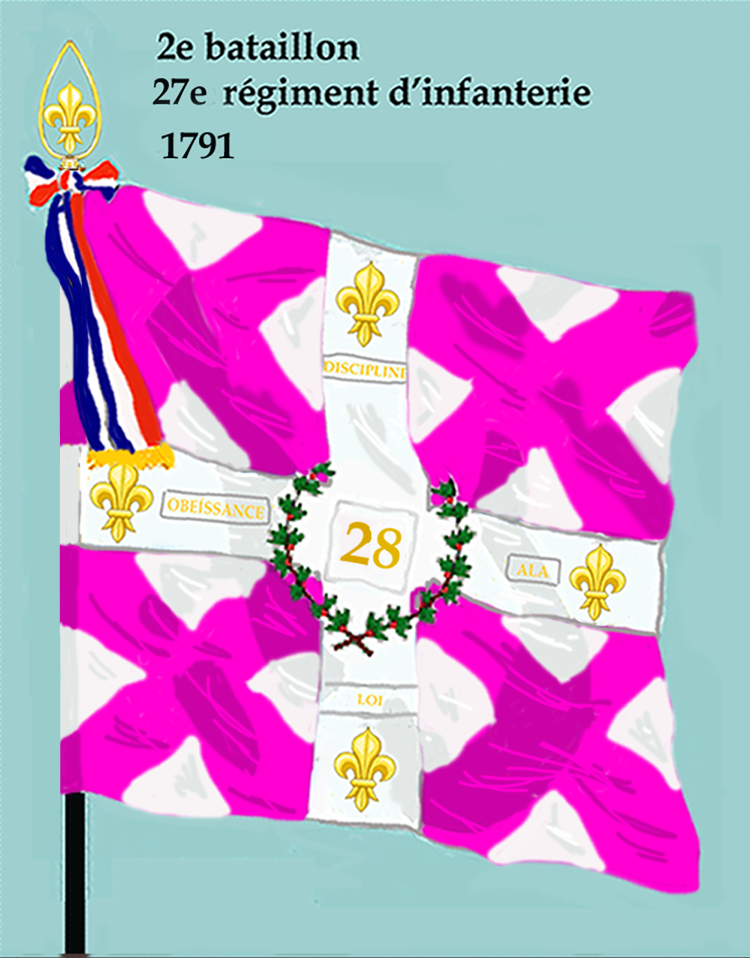
Drapeau du 2e bataillon du 28e régiment d'infanterie de ligne de 1791 à 1793

- 1792-1796 : Armée du Midi, Armée d'Italie, Armée des Côtes de Brest, Armée des côtes de Cherbourg et Armée des côtes de l'Océan
- 1794 :
  - Lors du premier amalgame création de la 28e demi-brigade de première formation, formée des :
    - 2e bataillon du 14e régiment d'infanterie (ci-devant Forez)
    - 6e bataillon de volontaires de la Manche
    - 10e bataillon de volontaires de la Manche
- 1796 :
  - Reformé en tant que 28e demi-brigade de deuxième formation avec les :
    - 183e demi-brigade de première formation (1er bataillon du 104e régiment d'infanterie, 1er bataillon de volontaires de l'Oise et 3e bataillon de volontaires des réserves)
    - 1er bataillon du 6e régiment d'infanterie (ci-devant Armagnac) (Non amalgamé et qui devait former le noyau de la 11e demi-brigade de première formation)
    - 4e bataillon de volontaires de Lot-et-Garonne
    - 6e bataillon de volontaires des réserves
    - 9e bataillon de volontaires des réserves
    - 1er bataillon de volontaires de la Manche
    - 4e bataillon de volontaires de la Meuse

- 1799-1800 : Armée du Danube et du Rhin
  - 15 août 1799 : après une adroite manœuvre de diversion, le régiment emporte la redoute du Simplon et fait 1 400 prisonniers autrichiens[4].
  - 24-25 septembre 1799 : combat de Bedretto contre les Russes[5].
- 1800 : Campagne d'Italie :
  - 28 mai 1800 : revue de Chivasso : Napoléon, pour féliciter la 28e demi-brigade de sa fermeté dans les épreuves, lui attribue la première place de l'avant-garde qu'elle conservera jusqu'à la fin de la campagne[6].
  - 6-9 juin 1800 : batailles de Stradella et de Montebello[7].
  - 14 juin : bataille de Marengo[8].
  - 25 décembre 1800 : Bataille de Pozzolo[9].
- 1805 : Campagne d'Autriche (1805) :
  - 2 décembre : Bataille d'Austerlitz[10] ; le général Jean-Marie Valhubert, ancien commandant du régiment, est blessé mortellement par un obus à la cuisse et refuse d'être évacué, faisant appliquer à la lettre la consigne qui interdisait aux soldats valides de quitter le combat pour transporter un blessé[11],[12].
- 1806 : Campagne de Prusse et de Pologne
  - 14 octobre : Bataille d'Iéna puis poursuite des Prussiens vers Nordhausen[13].
  - 6-7 novembre : Prise de Lübeck[14].
- 1807 :
  - 3 février : combat de Bergfried et poursuite[15].
  - 8 février : Bataille d'Eylau[16].
  - 10 juin : Bataille d'Heilsberg[17].
- 1810-1813 : Guerre d'Espagne
  - Les trois premiers bataillons sont en garnison à Madrid, rattachés à l'armée du roi Joseph, et assurent un service d'escorte et de reconnaissance contre la guérilla.
  - Du 16 juin au 27 août 1811, les bataillons du régiment livrent 5 combats aux insurgés pour dégager les communications avec l'armée du maréchal Soult
  - 16 mai 1812 : escorte d'un convoi de transport de fonds, combat d'Ormaiztegi contre la guérilla
  - 11 août 1812 : les Français évacuent Madrid sans combat
  - 2 novembre 1812 : les Français rentrent sans combat dans Madrid évacuée par les Anglais de Wellington[18].
- 1813 : Campagne d'Allemagne
  - Le 2e bataillon est rattaché à l'armée du maréchal Gouvion-Saint-Cyr.
  - 8 septembre : combat de Dohna
  - 17 octobre : combat de Räcknitz
  - 26 octobre-11 novembre : encerclement et capitulation dans Dresde. Le régiment n'a plus de 2e bataillon jusqu'à la fin de l'Empire[19].
- 1814 : Campagne de France
  - Le 4e bataillon est rattaché au 1er corps d'armée du général Maison.
  - 19 février : combat de Cassel
  - En mars, le 1er corps se concentre à Lille ; les régiments, minés par la désertion, ne comptent plus qu'une poignée d'hommes
  - 31 mars : bataille de Courtrai
  - 10 avril : armistice pour le 1er corps suivi de nombreuses désertions[20].
  - Les 1er, 3e et 6e bataillons, ramenés d'Espagne, font campagne à l'est de Paris dans le 7e corps du maréchal Oudinot
  - 27 février : bataille de Bar-sur-Aube
  - 21 mars : bataille d’Arcis-sur-Aube
  - 26 mars : bataille de Saint-Dizier
  - 5 avril : le 7e corps, rappelé pour défendre Paris, arrive à Fontainebleau où il apprend l'abdication de Napoléon[21].
- 1815 : Campagne de Belgique
  - Le régiment est rattaché au 1er corps du général Drouet d'Erlon
  - 16 juin : le 1er corps, à la suite d'ordres contradictoires, erre entre le champ de bataille des Quatre-Bras et celui de Ligny sans participer à aucune.
  - 18 juin : bataille de Waterloo ; le 1er corps combat toute la journée pour emporter le chemin d'Ohain mais l'arrivée inopinée des Prussiens met l'armée française en déroute.
  - Le régiment, qui comptait 1 045 hommes au début de la campagne, ne compte plus que 22 officiers et 278 hommes de troupe présents au 24 juin[22].

### 1815 à 1852

Uniforme de la légion du Nord, nom du 28e régiment entre 1815 et 1820.

Le 28e régiment d'infanterie de ligne fait la campagne de 1823 au 1er corps de l'armée d'Espagne.
En 1830, une ordonnance du 18 septembre créé le 4e bataillon et porte le régiment, complet, à 3 000 hommes.
Rattaché à l'armée d'Afrique, il fait partie du corps expéditionnaire contre la régence d'Alger et participe à la campagne de 1830 et se distingue lors de la prise de la position de Sidi-Ferruch le 14 juin, à la bataille de Staoueli 5 jours plus tard puis aux combats de Dely-Ibrahim le 24 du même mois et de Sidi Khalef le 29 juin. Il est ensuite au siège et à la prise d'Alger du 30 juin au 5 juillet 1830. Il s'illustre également lors du combat et prise de Blida, le 18 novembre 1830 puis durant le combat sur le plateau d'Ouara, le 1er juillet 1831.
En juin 1848, le régiment quitte ses cantonnements de Rouen pour venir réprimer l'insurrection des ouvriers des Ateliers nationaux. Il arrive à Paris le 24 juin et prend part aux journées des 25 et 26 juin contre les insurgés.

### Second Empire
- 1854-1855 : Guerre de Crimée
  - Siège de Sébastopol

- Par décret du 2 mai 1859 le 28e régiment d'infanterie fourni 1 compagnie pour former le 101e régiment d'infanterie de ligne.

### Guerre franco-allemande
Au début de la guerre de 1870, le régiment quitte le 29 juillet son dépôt de Nantes, avec trois bataillons de guerre. Il rejoint la 4e division d'infanterie du 6e corps d'armée de l'armée du Rhin.
- - Bataille de Rezonville
  - Bataille de Saint-Privat

Le dépôt forme ensuite des compagnies de marche,.

### De 1871 à 1914
Le régiment est reconstitué le 1er juin 1871, avec les militaires du dépôt, des militaires du 28e de ligne libérés de captivité et les cadres du 128e régiment de ligne dissout.

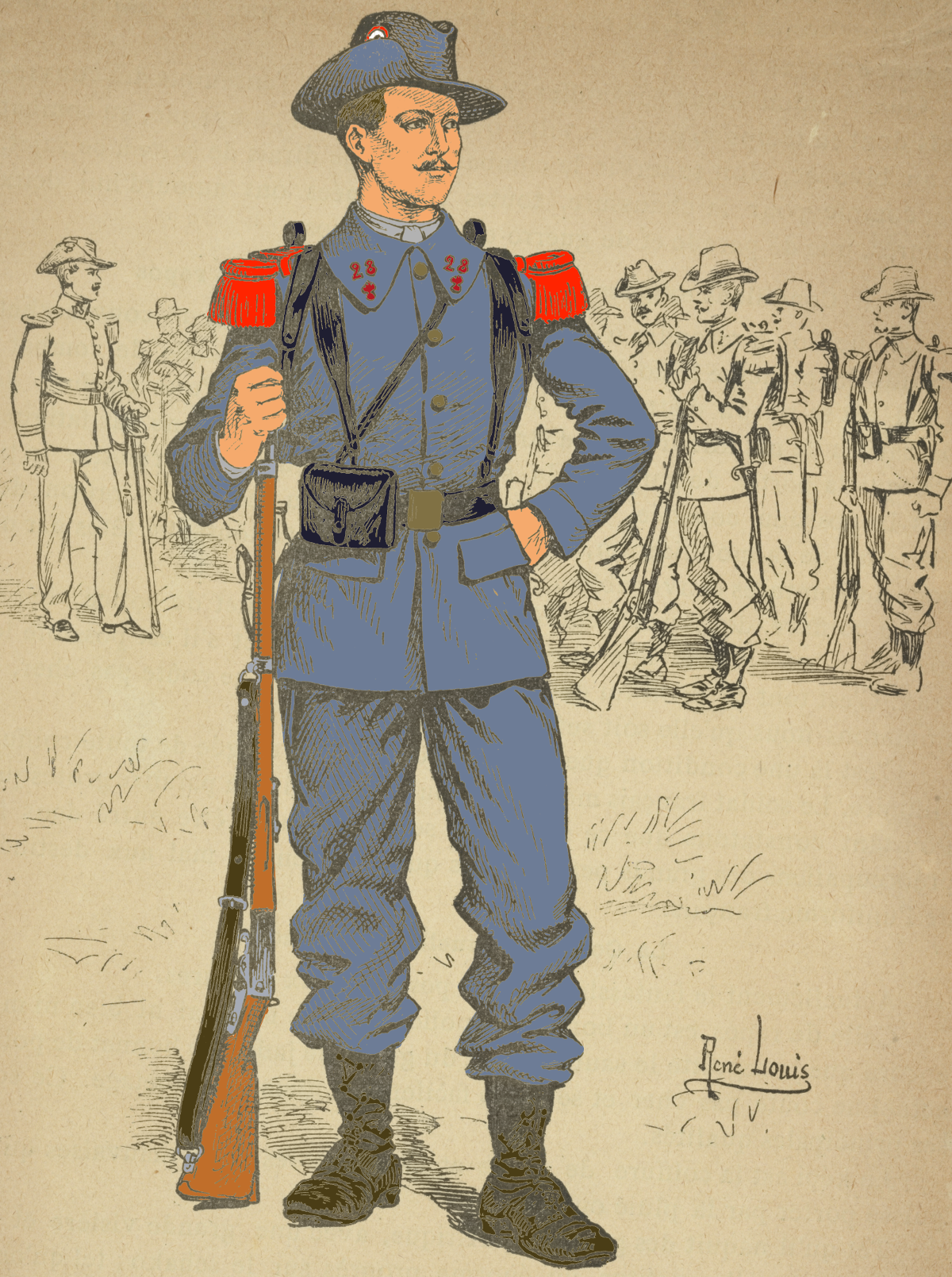
Un soldat du habillé pour tester une nouvelle tenue, 1903.

- 1903 : il est rapporté que les hommes de la 8e compagnie, stationnés à Gaillon (Eure), assurent le défilé du 14 juillet dans un uniforme "prototype" proposé pour supplanter la tenue comportant le pantalon "Garance".

### Première Guerre mondiale
En 1914, casernement : Évreux (caserne Amey) et Paris (fort Saint-Denis, fort de Stains, fort de Montmorency, Montignon et Domont) 11e brigade, 6e division d'infanterie, 3e corps d'armée. 
Le 28e régiment d'infanterie fait partie de la 6e division d'infanterie d'août 1914 à novembre 1918.

#### 1914
- 22 août : Bataille de Charleroi
- 29 août : Bataille de Guise
- 6 septembre : Bataille de la Marne
- 13 septembre : Bataille de l'Aisne

#### 1915
- Nord de Reims
- Offensive d'Artois

#### 1916

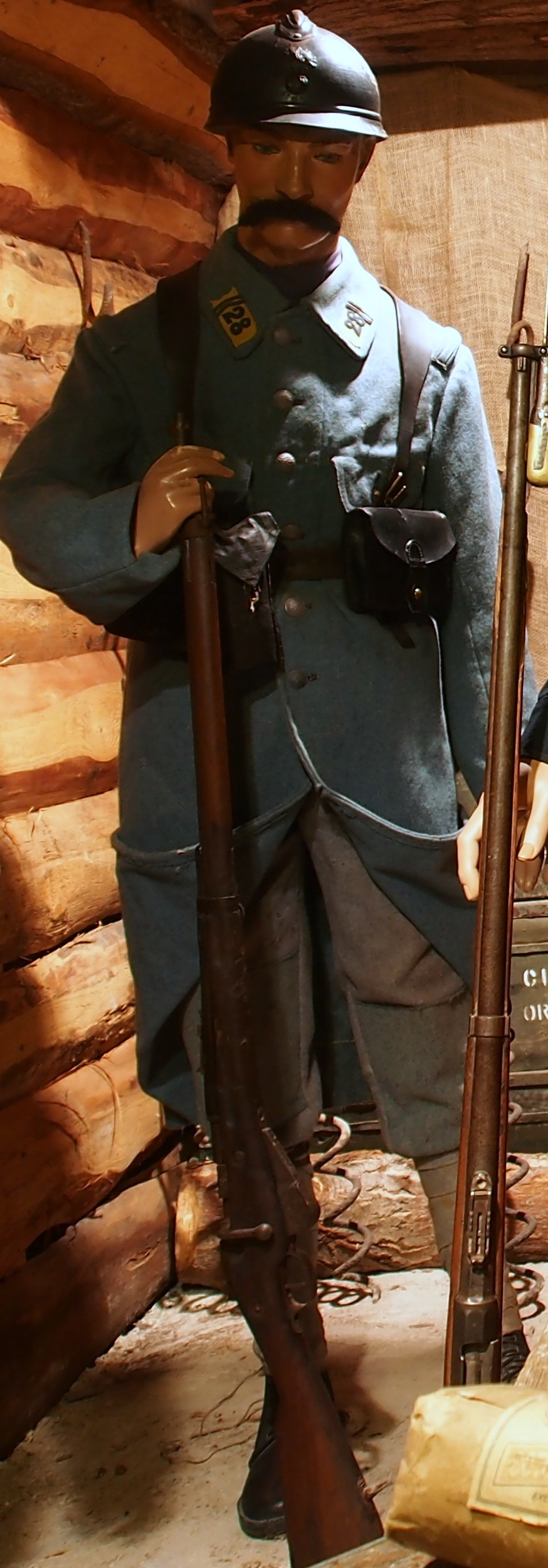
Représentation d'un soldat du 28e RI dans une tranchée de la Somme.

- présence dans la Somme
- Bataille de Verdun en avril.

#### 1917
- Bataille du Chemin des Dames

#### 1918
- Champagne
- Picardie
- Bataille de l'Ailette.

#### Nombre d'officiers tués
| Année | Nombre |
| ----- | ------ |
| 1914  | 22     |
| 1915  | 28     |
| 1916  | 19     |
| 1917  | 8      |
| 1918  | 11     |

### Entre-deux-guerres
Le régiment est dissout en février 1920,.

### Seconde Guerre mondiale

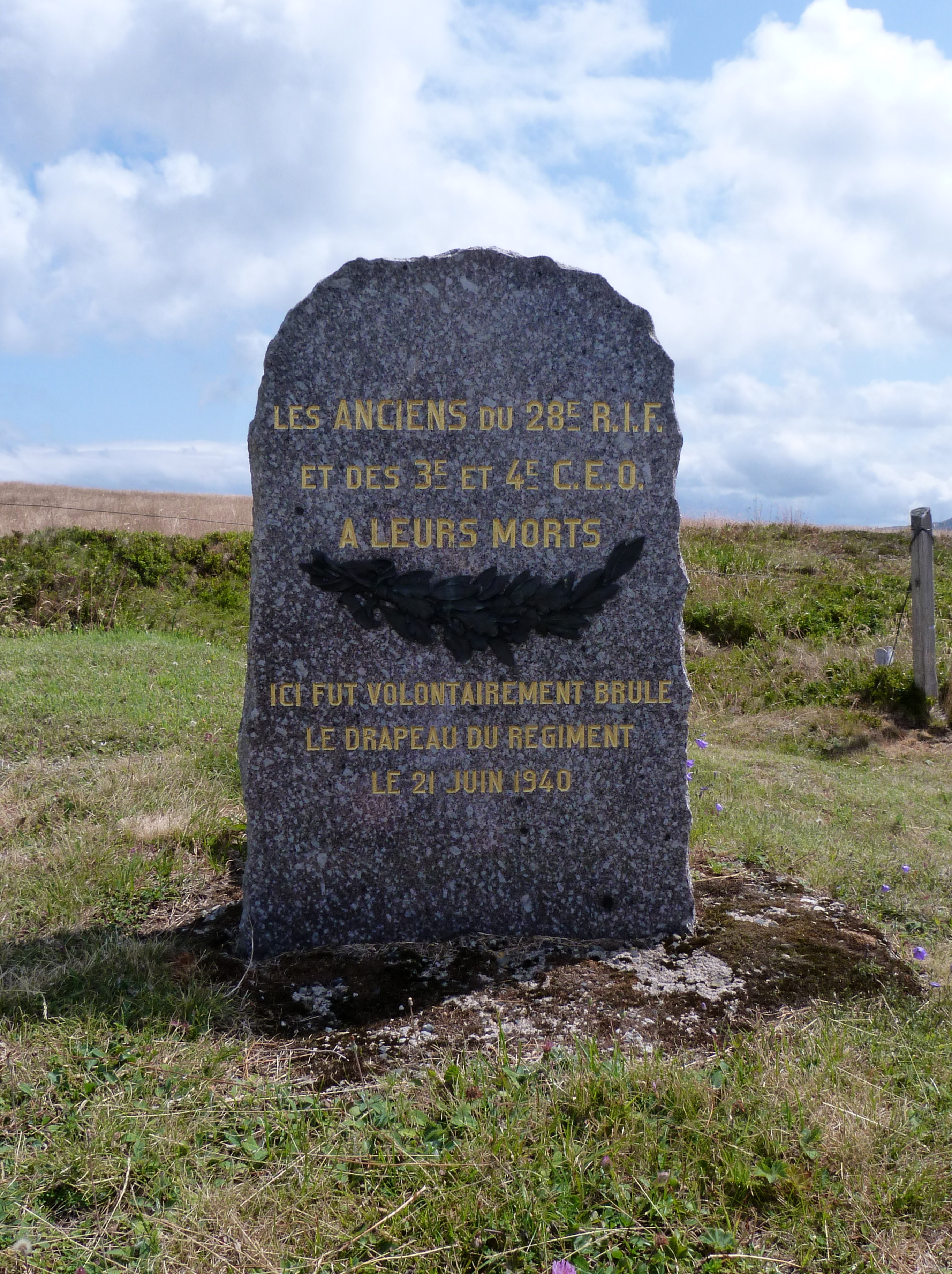
Monument au sur les crêtes vosgiennes.

Reformé le 24 août 1939 comme 28e régiment d'infanterie de forteresse, il appartient au secteur fortifié de Colmar puis à la 104e division d'infanterie de forteresse. Région Militaire, Centre Mobilisateur d'infanterie ; réserve A RIF type bas Rhin CMI 71 Neuf-Brisach.

## Drapeau
Il porte, cousues en lettres d'or dans ses plis, les inscriptions suivantes :

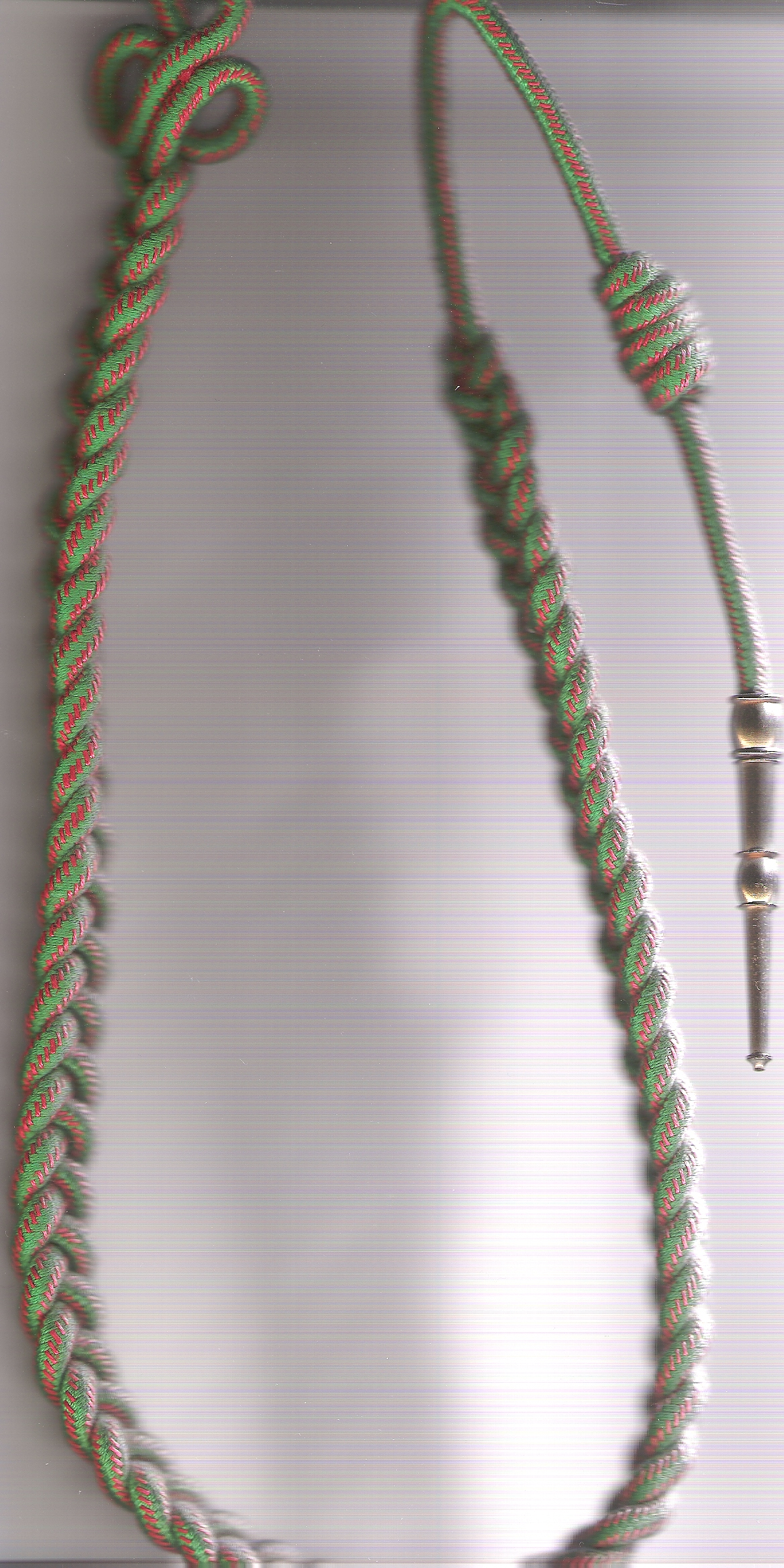
fourragère aux couleurs du ruban de la croix de guerre 1914-1918

- Marengo 1800
- Austerlitz 1805
- Eylau 1807
- Sébastopol 1854-55
- Guise 1914
- Artois  1915
- Verdun 1916
- Montdidier 1918

## Décorations
Sa cravate est décorée de la Croix de guerre 1914-1918 avec deux palmes. Il porte la fourragère aux couleurs du ruban de la Croix de guerre 1914-1918.
- Deux citations à l'ordre de l'armée.

## Devise
On ne passe pas

## Personnalités ayant servi au sein du régiment
- Éloi Charlemagne Taupin (1767-1814), dans la 28e demi-brigade de deuxième formation en tant que chef de bataillon.
- Jean-Baptiste Estève de Latour (1768-1837)
- Victor Bonhommet (1830-1806), poète
- Paul Joseph Corta (1837-1900)
- Maxime David (1885-1914), philosophe et père de l'académicienne Jacqueline de Romilly, y fait son service militaire de 1903 à 1904. Son nom est inscrit au Panthéon parmi les 560 écrivains morts au combat pendant la Première Guerre mondiale.
- Jean Loew (1886-1915), figure au Panthéon dans la liste des 560 écrivains morts pour la France.
- Daniel Lavalade (1890-1965), coureur cycliste français, spécialiste du demi-fond.
- Gabriel Guérin (1892-1918)
- René-Gustave Nobécourt (1897-1989), journaliste et historien.

## Sources et bibliographie
- À partir du Recueil d'historiques de l'infanterie française (général Andolenko - Eurimprim 1969).
- René-Gustave Nobécourt, Les Fantassins du Chemin des Dames, Robert Laffont, Paris, 1965 ; Bertout, 447 p.
- Victor Belhomme, Histoire de l'infanterie en France, t. 5, Henri Charles-Lavauzelle, 1902 (lire en ligne).
- Émile Simond, Le 28e de ligne: historique du régiment d'après les documents du ministère de la Guerre, Rouen, Mégard et Cie, 1889 (lire en ligne).